# Lesnoj (Oblast' di Mosca)
Lesnoj (in russo Лесной?) è una cittadina della Russia europea centrale, situata nell'oblast' di Mosca. Apparteneva amministrativamente al Puškinskij rajon.
Sorge nella parte centrale dell'oblast', alcune decine di chilometri a nordest di Mosca.